# Microrregión de Dianópolis
La microrregión de Dianópolis es una de las microrregiones del estado brasileño del Tocantins perteneciente a la mesorregión Oriental del Tocantins. Su población fue estimada en 2006 por el IBGE en 118.377 habitantes y está dividida en veinte municipios. Posee un área total de 47.172,643 km². Es conocida popularmente como la Región Sudeste del Tocantins, teniendo la ciudad de Dianópolis como su principal centro urbano, además de las ciudades de Taguatinga y Arraias, que también se destacan en la región. Es bastante conocida en todo el estado por sus sierras y por su clima relativamente ameno (comparado al resto del Tocantins), siendo también llamada de región serrana del Tocantins. Sus principales sierras son la Sierra General y a Sierra Traíras (o de las Palmas), cuya cual está localizada en el municipio de Paraná y alberga el punto culminante del estado. Debido su altitud relativamente alta para los patrones del Tocantins, buena parte de las ciudades de la región son entre las más altas del estado.

## Municipios
- Almas
- Arraias
- Aurora do Tocantins
- Chapada da Natividade
- Combinado
- Conceição do Tocantins
- Dianópolis
- Lavandeira
- Natividade
- Novo Alegre
- Novo Jardim
- Paranã
- Pindorama do Tocantins
- Ponte Alta do Bom Jesus
- Porto Alegre do Tocantins
- Rio da Conceição
- Santa Rosa do Tocantins
- São Valério da Natividade
- Taguatinga
- Taipas do Tocantins

- Datos: Q2245263